# Кањон Бруснице
Кањон Бруснице се налази у југозападном делу планине Звијезде, западно од Предовог крста, у западној Србији, на територији НП Тара.

## Опис кањона
Кањон је усекао Бруснички поток, у горњем делу тока у стенама дијабаз-рожначке формације. Тече према југу, а наиласком на горње и средњотријарске кречњаке лактасто скреће ка северозападу и усеца кањон Бруснице. Улаз у кањон налази се на 700 м.н.в., излаз је у нивоу језера Перућац на 291 м.н.в (Кањон Дрине) и има висинску разлику од 410 метара. Кањон има асиметричне долинске стране: десна долинска страна је знатно виша, те код Малињака (1.224 м.н.в) кањон дубок 625 метара, лева долинска страна је знатно нижа и ту је дубина кањона око 200 метара. На уздужном профилу чести су вертикални преломи са појавом бројних водопада (водопад Бунар), слапова и еверсионих лонаца.

## Режим заштитестепена
Локалитет у режиму заштите I степена, површине је 407,87ha, обухвата сливно подручје Брусничког потока заједно са његовим изворишним делом и ушћем Средњег потока и Омарске реке. Заштићену површину чини Кањон Бруснице са изразитим кањонским карактером и стрмим, готово вертикалним странама. Локалитет представља станиште старих црноборових шума, шума Панчићеве оморике, шума оморике са црњушом (Erico-Picetum-omorikae mixtum). Кањон Бруснице једини је локалитет са Панчићевом омориком у коме се може пратити комплетна сукцесија од нудума, преко опожарене површине ка заједници локалног климакса, што представља његову највећу вредност. Структуру данашњих састојина локалитета сачињавају оморика, смрча, црни бор, јавор, млеч, црни јасен и друге врсте са вресом који доминира у спрату ниских жбунова. Јављају се и ретке врсте фауне, пре свега, медвед и дивокоза.